# Бюль (Берн)
Бюль (нем. Bühl BE) — коммуна в Швейцарии, в кантоне Берн.
До 2009 года входила в состав округа Нидау, с 2010 года входит в округ Зеланд. Население составляет 422 человека (на 31 декабря 2006 года). Официальный код — 0734.